# 300226 Francocanepari
300226 Francocanepari è un asteroide della fascia principale. Scoperto nel 2006, presenta un'orbita caratterizzata da un semiasse maggiore pari a 3,1474725 au e da un'eccentricità di 0,2327231, inclinata di 10,75049° rispetto all'eclittica.